# Diócesis de San Miguel en Argentina
La diócesis de San Miguel en Argentina (en latín: Dioecesis Sancti Michaëlis in Argentina) es una circunscripción eclesiástica de la Iglesia católica en Argentina. Se trata de una diócesis latina, sufragánea de la arquidiócesis de Buenos Aires. Desde el 7 de noviembre de 2018 su obispo es Damián Nannini.

## Territorio y organización

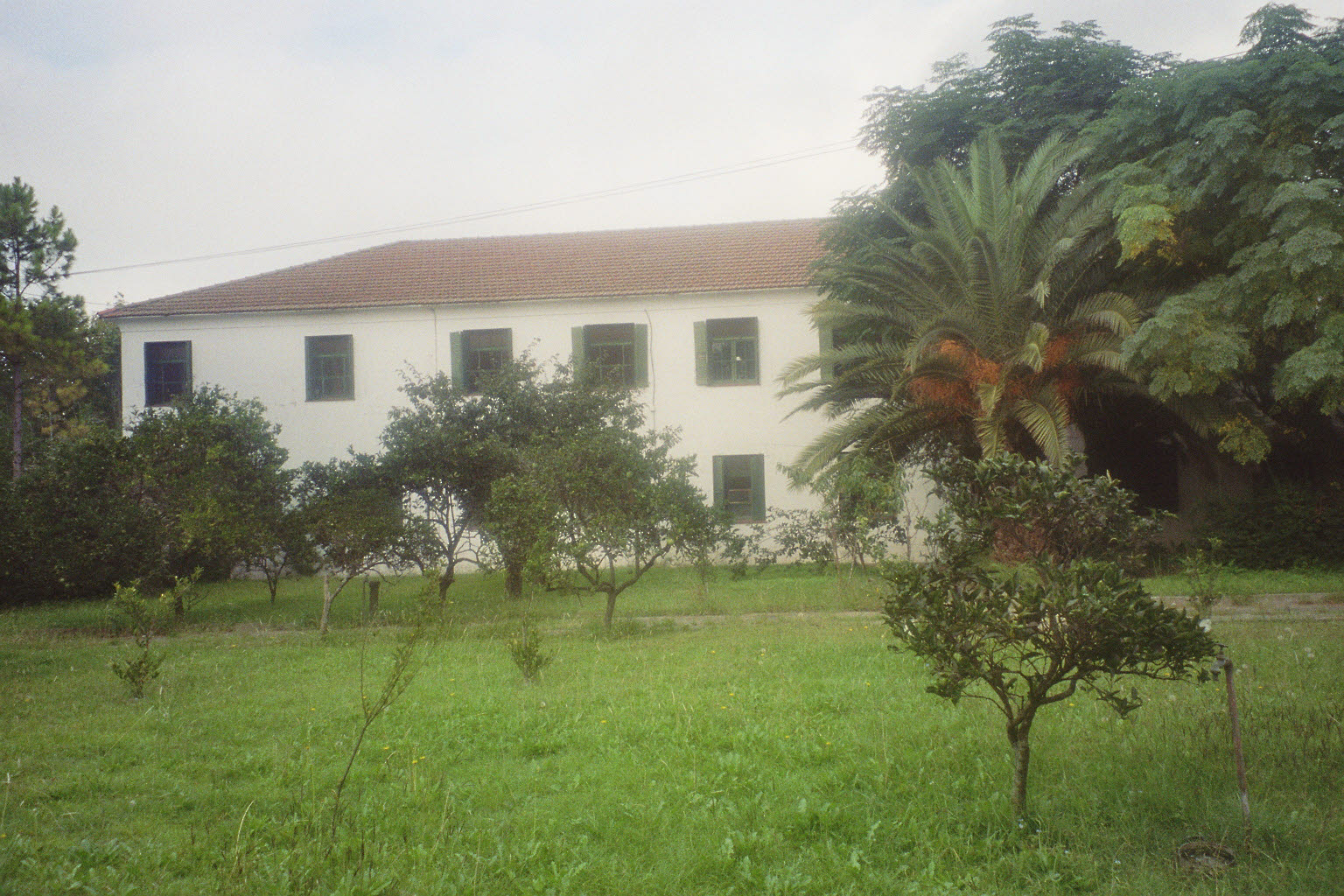
Convento San Alfonso, en Bella Vista

La diócesis tiene 206 km² y extiende su jurisdicción sobre los fieles católicos de rito latino residentes en la provincia de Buenos Aires en los partidos de San Miguel, Malvinas Argentinas, José C. Paz, así como también la localidad de Del Viso en el partido del Pilar.
La sede de la diócesis se encuentra en la ciudad de San Miguel, en donde se halla la Catedral de San Miguel Arcángel.
En 2020 en la diócesis existían 30 parroquias agrupadas en 3 decanatos:
Decanato San Miguel

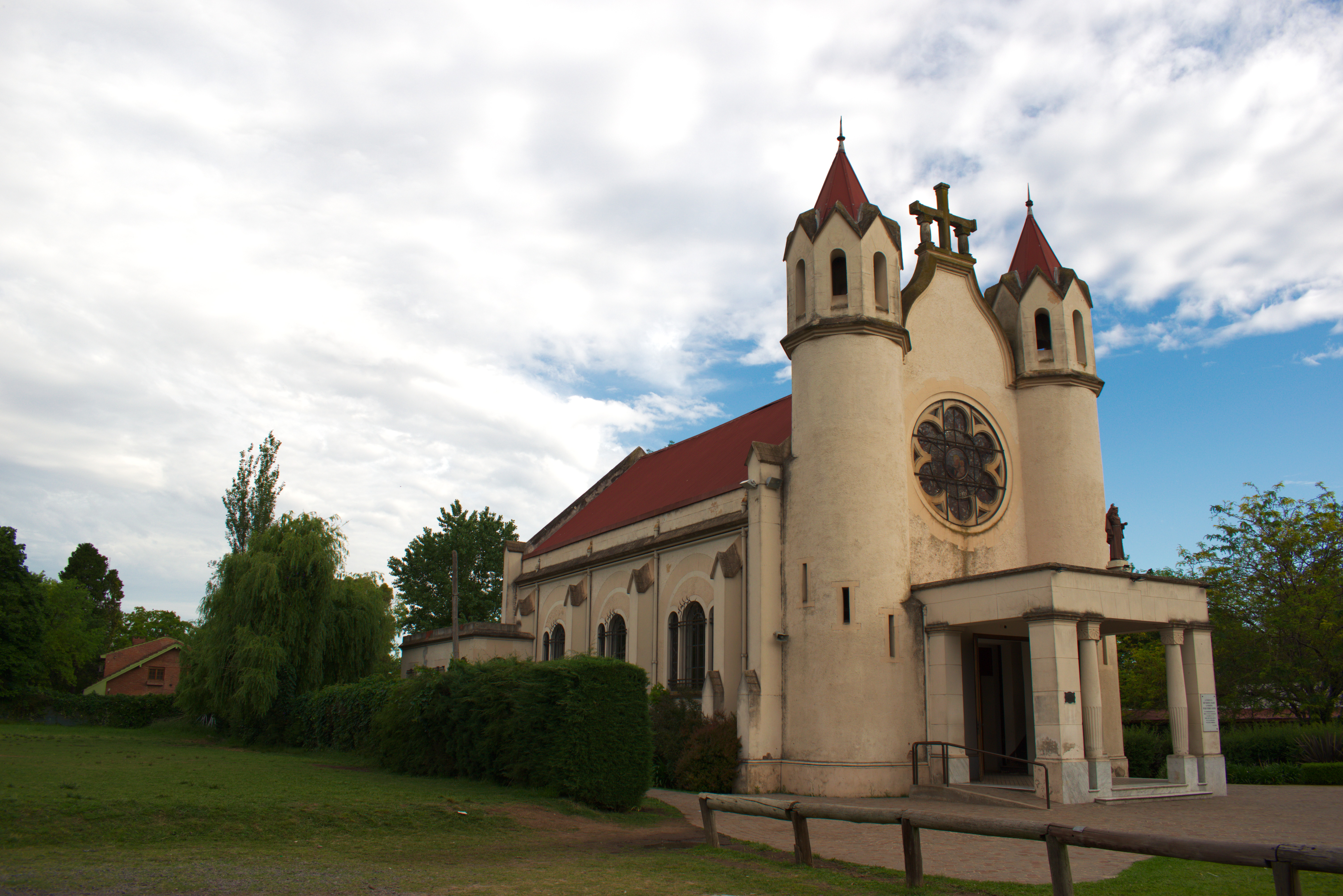
Iglesia parroquial de San Francisco Solano, en Bella Vista

- Inmaculada Concepción de la Virgen María, en Bella Vista
- San Francisco Solano, en Bella Vista
- Santa Ana, en Bella Vista
- San Pío X, en Bella Vista
- Nuestra Señora del Valle, en Muñiz
- Preciosísima Sangre de Cristo, en Muñiz
- Nuestra Señora de Fátima, en San Miguel
- Catedral Santuario San Miguel Arcángel, en San Miguel
- Patriarca San José, en Santa María
- Nuestra Señora del Perpetuo Socorro, en Santa María

Decanato José C. Paz
- Nuestra Señora de Bístrica, en José C. Paz
- San Antonio de Padua, en José C. Paz
- Santa Rosa de Lima, en José C. Paz
- San José Obrero, en José C. Paz
- Nuestra Señora de América, José C. Paz
- Cuasiparroquia Nuestra Señora de la Medalla Milagrosa, en José C. Paz
- San Cayetano, en Del Viso

Decanato Malvinas Argentinas
- Inmaculado Corazón de María, en Los Polvorines
- Nuestra Señora del Rosario, en Los Polvorines
- María Auxiliadora, en Los Polvorines
- San Pablo Apóstol, en Los Polvorines
- María Madre de la Iglesia, en Ingeniero Pablo Nogués
- Nuestra Señora de la Salette, en Ingeniero Pablo Nogués
- Nuestra Señora de Itatí, en Ingeniero Pablo Nogués
- Nuestra Señora de la Medalla Milagrosa, en Ingeniero Adolfo Sourdeaux
- Nuestra Señora de Guadalupe, en Villa de Mayo
- Nuestra Señora de Fátima, en Tortuguitas
- Nuestra Señora de Lourdes, en Grand Bourg
- Nuestra Señora del Santo Rosario, en Grand Bourg
- Cuasiparroquia Nuestra Señora del Carmen, en Grand Bourg

## Historia
La diócesis fue erigida el 11 de julio de 1978 con la bula Tutius ut consuleretur del papa Pablo VI, tomando su territorio de la diócesis de San Martín. Su primer obispo fue Horacio Alberto Bózzoli.

A dioecesi Foromartiniensi, quae postremis hisce annis sive civium numero sive negotiis opibusque felicia incrementa suscepit, districtum civilem seu « partido » vulgo General Sarmiento nuncupatum, separamus eoque dioecesim constituimus, S. Michaelis in Argentina appellandam iisdemque circumscribendam finibus ac civilis districtus, quem diximus, terminatur. Sedes Episcopi in urbe « San Miguel » ponatur, episcopalisque magisterii cathedra in paroeciali templo ibidem exstante, Deo dicato in honorem Sancti Michaelis Archangeli, quod cathedrale dehinc erit, iustis cum privilegiis.

El 18 de septiembre de 2003 la Congregación para el Culto Divino y la Disciplina de los Sacramentos confirmó a Nuestra Señora de Luján como patrona principal de la diócesis.

## Estadísticas
Según el Anuario Pontificio 2021 la diócesis tenía a fines de 2020 un total de 945 600 fieles bautizados.
| Año                                                                             | Población            | Población | Población      | Sacerdotes | Sacerdotes    | Sacerdotes    | Bautizados por sacerdote | Diáconos permanentes | Religiosos | Religiosos | Parroquias |
| Año                                                                             | Bautizados católicos | Total     | % de católicos | Total      | Clero secular | Clero regular | Bautizados por sacerdote | Diáconos permanentes | Varones    | Mujeres    | Parroquias |
| ------------------------------------------------------------------------------- | -------------------- | --------- | -------------- | ---------- | ------------- | ------------- | ------------------------ | -------------------- | ---------- | ---------- | ---------- |
| 1980                                                                            | 651 000              | 700 000   | 93.0           | 83         | 15            | 68            | 7843                     |                      | 109        | 244        | 14         |
| 1990                                                                            | 681 000              | 750 000   | 90.8           | 95         | 29            | 66            | 7168                     |                      | 146        | 310        | 20         |
| 1999                                                                            | 880 000              | 990 000   | 88.9           | 94         | 27            | 67            | 9361                     | 6                    | 165        | 278        | 22         |
| 2000                                                                            | 881 000              | 992 000   | 88.8           | 112        | 39            | 73            | 7866                     | 5                    | 165        | 283        | 22         |
| 2001                                                                            | 900 000              | 1 050 000 | 85.7           | 95         | 42            | 53            | 9473                     | 5                    | 127        | 218        | 25         |
| 2002                                                                            | 900.000              | 1 050 000 | 85.7           | 92         | 38            | 54            | 9782                     | 5                    | 129        | 220        | 25         |
| 2003                                                                            | 900 000              | 1 050 000 | 85.7           | 95         | 40            | 55            | 9473                     | 6                    | 147        | 228        | 25         |
| 2004                                                                            | 800 000              | 835 200   | 95.8           | 94         | 39            | 55            | 8510                     | 7                    | 137        | 228        | 26         |
| 2010                                                                            | 852 000              | 986 000   | 86.4           | 81         | 39            | 42            | 10 518                   | 10                   | 106        | 210        | 27         |
| 2014                                                                            | 888 000              | 1 022 000 | 86.9           | 94         | 36            | 58            | 9446                     | 9                    | 130        | 125        | 29         |
| 2017                                                                            | 917 220              | 1 055 110 | 86.9           | 85         | 37            | 48            | 10 790                   | 9                    | 77         | 130        | 29         |
| 2020                                                                            | 945 600              | 1 087 800 | 86.9           | 73         | 40            | 33            | 12 953                   | 10                   | 47         | 140        | 30         |
| Fuente: Catholic-Hierarchy, que a su vez toma los datos del Anuario Pontificio. |                      |           |                |            |               |               |                          |                      |            |            |            |

## Episcopologio
- Horacio Alberto Bózzoli † (11 de julio de 1978-19 de enero de 1983 nombrado arzobispo de Tucumán)
- José Manuel Lorenzo † (26 de noviembre de 1983-12 de noviembre de 1994 falleció)
- Abelardo Francisco Silva † (12 de noviembre de 1994 por sucesión-17 de mayo de 2000 retirado)
- José Luis Mollaghan (17 de mayo de 2000-22 de diciembre de 2005 nombrado arzobispo de Rosario)
- Sergio Alfredo Fenoy (5 de diciembre de 2006-17 de abril de 2018 nombrado arzobispo de Santa Fe de la Vera Cruz)
- Damián Nannini, desde el 7 de noviembre de 2018